# Генріх I (ландграф Гессену)
Генріх I Брабантська дитина (нім. Heinrich I. das Kind von Brabant; 24 червня 1244 — 21 грудня 1308) — 1-й ландграф Гессену в 1264—1308 роках. Засновник Гессенського дому.

## Життєпис

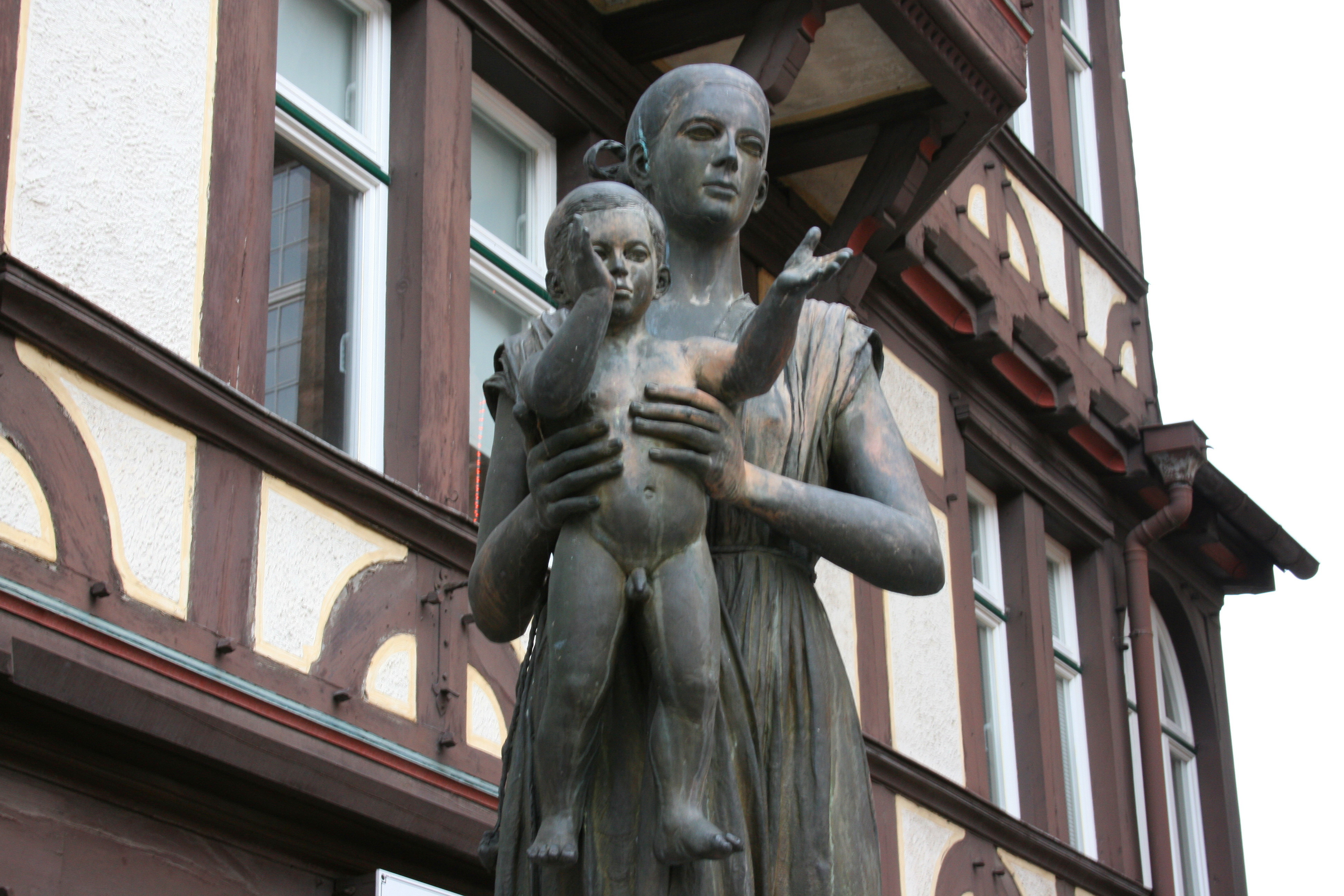
Пам'ятник Софії Тюринзькій і Генріхові в дитинстві

Походив з Лувенського (Брабантського) дому. Син Генріха II, герцога Брабанту, і його другої дружини Софії Тюринзької. Народився 1244 року. 1247 року після смерті родича Генріха Распе, який не залишив нащадків, Генріх II Брабантський висунув права на ландграфство Тюринзьке від імені дружини і сина. Іншим претендентом став Генріх III Веттін, маркграф Майсену. Почалася так звана війна за Тюринзьку спадщину.
1261 року висунув свої претензії на регентство над малолітнім небожем Генріхом IV, герцогом Брабанту, але програв протистояння матері останнього Аделаїді Бургундській. 1263 року пошлюбив представницю Брауншвейзьких Вельфів.
Війна завершилася 1263 року поразкою Брабанту, внаслідок чого Тюрингія відійшла до династії Веттінів. Втім Софія і її син Генріх отримали графство Гессен з містами Вольффаген, Циренберг, Ешвеге, Альсфельд, Грюнберг, Франкенберг та Біденкопф. Його було підвищено до статусу ландграфства. Того ж року Генріх I придбав в Ульріха I фон Аспега частину графства Гляйберг. Своєю резиденцією зробив місто Марбург. 1264 року придбав в Вільгельма I, пфальцграфа Тюбінгену, місто Гісен.

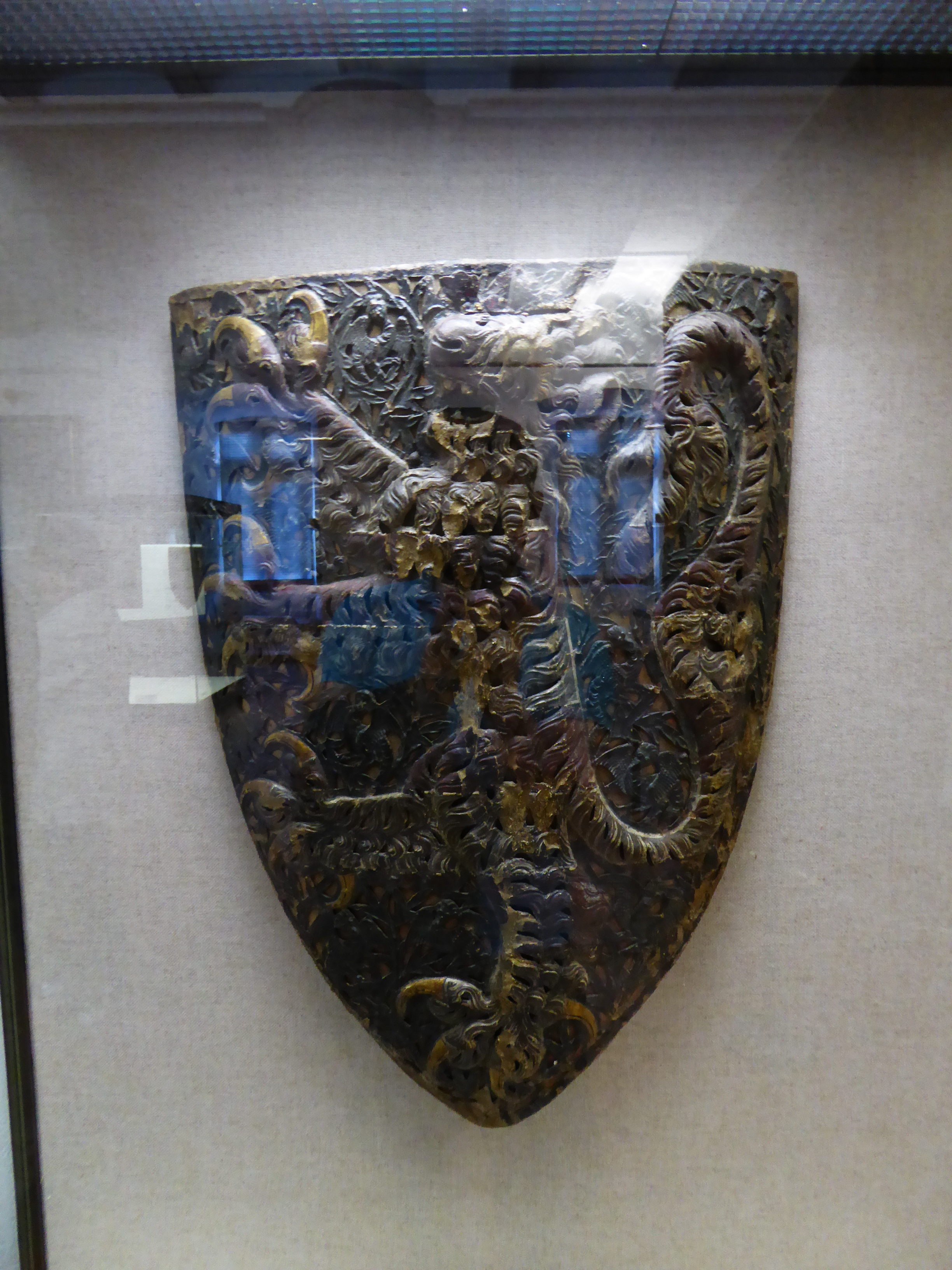
Щит ландграфа Генріха I

1274 року вступив у конфлікт з Вернером фон Еппштайном, архієпископом Майнца, щодо церковної юрисдикції: Гессен перебував в підпорядкуванні Майнцу, втім Генріх I протистояв призначенню в своїх містах церковних судей архієпископом Майнцьким. Того ж року померла дружина Генріха I. 1275 року після смерті матері став одноосібним правителем Гессену. Невдовзі оженився вдруге.
1276 року підтримав німецького короля Рудольфа I Габсбурга у війні проти Оттокара II, короля Богемії. Того ж року звитяжив під час захоплення Відня. 1277 року переніс столицю до Касселя. До цього року відноситься перша письмова згадка його як Гессенського ландграфа.
У 1280 році тривале протистояння з архієпископом Майнца перетворилося на відкриту війну. Втім гессенське військо під орудою Генріха Ландштюрмеєра в битві біля Фіцлару завдало рішучої поразки майнцькому війську. Після цього придбав міста і замки Зоден-Аллендорф, Кауфунген, Вітценгаузен, Імменгаузен, Гребенштайн, Ванфрід, Штауфенберг, Трендельбург і Рейнгардсвальд.
1283 року підтримав небожа Жана I, герцога Брабанту, у війні за Лімбурзький спадок, проти графств Гельдерн і Люксембург.
1290 року оголосив свого сина Генріха спадкоємцем. 1292 року надав допомогу Адольфу I Нассау, королю Німеччини. Отримав імперський замок Бойнебург та посаду рейхшфлегера (на кшталт заступника короля) на Верхньому Рейні. Разом з тим увійшов до кола імперських князів. Водночас почалися конфлікти з синами від першого шлюбу, невдоволених заповітом Генріха I щодо розподілу володінь між ними та синами від другого шлюбу. 1298 року помирає спадкоємець трону Генріх.
1301 року придбав панство Більштейна-на-дер-Верра. Помер 1308 року, його поховано у церкві Св. Єлизавети в Марбурзі. Його володіння було розділено між синами Отто і Йоганном на Верхній і Нижній Гессен відповідно.

## Родина
1. Дружина — Адельгейда, донька Отто I Вельфа, князя Брауншвейг-Люнебурзького.
Діти:
- Софія (1264—1331), дружина графа Отто I фон Вальдек
- Генріх (1265—1298)
- Мехтільда (1267—1332), дружина: 1) графа Готфріда VI фон Зігенгайн; 2) графа Філіппа III фон Фолкенштайн-Мюнценберг
- Адельгейда (1268—1317), дружина графа Бертольда VII фон Геннеберг
- Єлизавета (1269—1293), дружина графа Йоганна I фон Зайн-Шпонгайма
- Отто (1272—1328), ландграф Гессену

2 Дружина — Мехтільда, донька Дітриха V (VII), графа Клевського.
Діти: 
- Єлизавета (1276—1306), дружина: 1) Вільгельма I Вельфа, герцога Брауншвейг-Люнебургу; 2) графа Герхарда V фон Еппштайн
- Агнес (1277—1335), дружина Йоганна I Цоллерна, бургграфа Нюрнберга
- Йоганн (1278—1311), ландграф Нижнього Гессену
- Людвіг (1282—1357), єпископ Мюнстера
- Єлизавета (1284—1308), дружина графа Альбрехта II фон Горіц-Лінц
- Катерина (1286—1322), дружина графа Отто IV фон Веймар-Орламюнде
- Ютта (1289—1317), дружина Оттона, герцога Брауншвейг-Люнебург